# Étienne Anatole Gédéon Jarry
Pour les articles homonymes, voir Jarry.
 (octobre 2019).
Si vous disposez d'ouvrages ou d'articles de référence ou si vous connaissez des sites web de qualité traitant du thème abordé ici, merci de compléter l'article en donnant les références utiles à sa vérifiabilité et en les liant à la section « Notes et références ».
Étienne Anatole Gédéon Jarry, né le 10 octobre 1764 à Salins (Jura), mort le 23 janvier 1819 à Saint-Lamain (Jura), est un général français de la Révolution et du Premier Empire.

## Biographie
Étienne Anatole Gédéon Jarry est le fils d'un avocat de ce nom.
Après avoir servi comme garde national depuis 1789, il entre le 18 septembre 1791, avec le grade de sous-lieutenant, dans le 71e régiment d'infanterie (ci-devant Vivarais), passe lieutenant le 1er juillet 1792, sert à l'armée du Nord en qualité d'adjoint à l'état-major, et est nommé capitaine le 1er mars 1793, puis adjudant-général chef de bataillon par le général Dampierre le 1er avril suivant.
Suspendu le 19 août de la même année pour avoir refusé de déposer contre le général Custine au tribunal révolutionnaire de Paris, il s'évade de prison, se retire dans sa commune, et est réintégré par arrêté des représentants du peuple le 24 germinal an II.
Employé provisoirement dans le grade d'Adjudant-général chef de brigade, et en qualité de chef de l'état-major de la division du Bas-Rhin (général Bourcier), il est conservé dans cette position par arrêté du 25 prairial an III (13 juin 1795), continue à servir à l'armée du Rhin (devenue Rhin-et-Moselle), est le 25 pluviôse an V, maintenu en activité par le général en chef, bien qu'il n'a pas été compris dans le nombre des officiers attachés à l'état-major de cette armée, et y suit toutes les opérations militaires jusqu'à l'an IX.
Nommé, sur sa demande le 1er vendémiaire an X, adjudant-commandant chef de l'état-major de la 6e division militaire à Besançon, il obtient la croix d'officier de la Légion d'honneur le 25 prairial an XII, et sur la recommandation du maréchal Davout, passe par décision de l'Empereur du 10 germinal an XIII, à la réserve des grenadiers d'Oudinot du camp d'Arras.
Commandeur de la Légion d'honneur le 4 nivôse suivant (5 décembre 1805), et dirigé sur Mayence avec le corps des grenadiers le 23 septembre 1806, il combat à Iéna, à Eylau, et est élevé au grade de général de brigade par décret du 21 février 1807.
Nommé le 23 mars suivant, au commandement de la 3e brigade du corps du général Oudinot, il suit les opérations de la campagne de Pologne, assiste au siège de Dantzig, est nommé commandant supérieur à Neu-Fhavwalser à la suite de la reddition de Dantzig, et conduit à Pilau la garnison prussienne qui a soutenu le siège.
Rentré en France au mois de janvier 1808, pour se rétablir des fatigues de la guerre, il va le 14 octobre de la même année, reprendre le commandement de la brigade qu'il a précédemment dans la division Oudinot.
Employé au 2e corps de l'armée d'Allemagne pendant la campagne de 1809 contre l'Autriche, il combat aux batailles d'Essling et de Wagram, est nommé chevalier de l'ordre de la Couronne de fer le 10 juillet, et baron de l'Empire le 15 août 1809, et va au mois de février 1810, commander en Espagne une brigade du 9e corps, puis revient à Paris au mois de mars 1811.
Désigné, le 24 août 1812, pour être employé dans son grade à la 31e division d'infanterie, qui fait partie du 14e corps à la Grande Armée de Russie, il fait à son retour de Moscou, la campagne de 1813 en Saxe, à la 32e division du 7e corps, et est nommé le 25 décembre, commandant supérieur de la place de Juliers.
En activité sous la première Restauration, et nommé le 18 juin, commandant du département du Jura, il obtint la croix de Saint-Louis le 5 octobre suivant, est conservé par l'Empereur, pendant les Cent-Jours, dans le même département. Disponible le 28 juillet, il reçoit l'ordre de venir à Paris rendre compte de sa conduite, et témoigner dans le procès du maréchal Ney.
Renvoyé, le 1er septembre, à Lons-le-Saunier, pour y reprendre son ancien commandement, il est remplacé et mis en non-activité le 31 décembre, et compris à compter du 1er janvier 1819, dans le cadre de l'état-major général de l'armée.
Le général Jarry est mort le 23 janvier 1819 à Saint-Lamain (Jura).